# El naixement del món (Joan Miró)
El naixement del món és una pintura de Joan Miró datada l'any 1925, que actualment forma part de la col·lecció del MoMA de Nova York.

## Descripció
Es tracta d'una de les primeres peces que Miró realitzà en un moment que —entre 1925 i 1927— optà per reinventar la pintura, tot introduint tècniques pictòriques que prefiguraren els mètodes propis de l'action painting i l'expressionisme abstracte propis dels anys posteriors a la Segona Guerra Mundial. D'una manera progressiva i sota la influència de les tesis d'André Breton sobre l'automatisme psíquic, l'artista havia abandonat el llenguatge pictòric que l'havia caracteritzat i havia passat a crear peces on alguns signes dispersos suraven en camps monocroms.
No obstant això, Miró no va realitzar l'obra d'una manera completament automàtica i lliurada a l'atzar, sinó que la va combinar amb diverses tasques preliminars, com el dibuix preparatori de la pintura conservat a la col·lecció de la Fundació Joan Miró, o els traços a llapis que s'observen sobre el llenç, petites indicacions sobre com havia de dipositar la pintura ens diversos punts de la tela. Per bé que les figures i alguns elements de l'obra responen clarament a un treball previ, gairebé la totalitat del fons és fruit de l'atzar i l'accident: per tal d'aconseguir-ho, l'artista va imprimar la tela de manera desigual, de tal manera que la pintura —aplicada de diverses maneres: abocada, esquitxada amb un pinzell, escampada amb un drap— tindria un comportament irregular sobre el llenç i mentre en alguns llocs relliscaria, en d'altres quedaria perfectament fixada.
Segons Miró, aquesta pintura és una mena de gènesi, un inici amorf des d'on es desplega la vida. El naixement del món és la primera d'un conjunt de peces surrealistes que tracten la creació artística d'una manera metafòrica, tot fent referència a la creació de l'univers.

## Influència
L'any 2011, Fernando Prats va rebre l'encàrrec d'elaborar la nadala de la Fundació Joan Miró. L'artista va titular la seva obra El naixement del món II, 1925-2011, i consistí en una instal·lació al pati de l'olivera de la Fundació, on es presentava l'acció que l'artista havia realitzat a la base Arturo Prat de l'Antàrtida, fins on havia viatjat per plantar una bandera amb una reproducció del dibuix preparatori que Joan Miró va fer per a El naixement del món i que es conserva a la Fundació. Mitjançant aquesta acció l'artista volia homenatjar tant Joan Miró com l'esforç dels esperits creadors per arribar a zones desconegudes de la consciència humana.